# Topala, Bârzula
Topala de asemenea și Topală ori Topal (în ucraineană Топали, transliterat: Topalî) este un sat în comuna Ocna din raionul Bârzula, regiunea Odesa, Ucraina. În trecut a fost un sat majoritar moldovenesc (românesc), fiind asimilat în prezent.
În trecut a fost un sat cu o numeroasă comunitate moldovenească (românească) – 40% din populație, conform recensământului sovietic din 1926.

## Demografie
Componența lingvistică a localității Topala
     Ucraineană (94,69%)
     Română (3,27%)
     Rusă (1,96%)
     Alte limbi (0,08%)
Conform recensământului din 2001, majoritatea populației localității Topala era vorbitoare de ucraineană (94,69%), existând în minoritate și vorbitori de română (3,27%) și rusă (1,96%).